# Repertori
El repertori és el conjunt d'obres d'arts escèniques que es representen o interpreten en teatres i sales, així com les obres que un intèrpret, orquestra o companyia de teatre, de dansa o de mim tenen preparades per representar o executar. Per a un intèrpret, el repertori és el conjunt d'obres que ha executat i que se suposa que sap fer bé.
Per extensió, el terme es refereix al conjunt de les obres que són programades habitualment per formacions pròpies de la música clàssica. Així, doncs, podem parlar de repertori orquestral, repertori pianístic, repertori coral, etcètera.

## Repertori operístic
En el món de l'òpera, cada cantant té el seu propi repertori, segons les seves característiques vocals i també cenyit a un estil i una època històrica. Alguns grans intèrprets, com pot ser Maria Callas, van veure incrementada la seva fama gràcies a la seva extraordinària versatilitat, que els va permetre d'abastar una gran quantitat de rols i d'òperes de diferents èpoques.
La definició d'un repertori d'obres que es representen regularment als teatres és una adquisició relativament recent, si es té en compte que, fins al segle xix, el repertori líric era extraordinàriament efímer, fins al punt que era rar que una òpera es representés més d'una temporada.
L'augment de l'edició musical i la difusió de les reduccions per a cant i piano van contribuir des de llavors a orientar el gust del públic, que volia assistir al teatre també per presenciar les noves interpretacions d'òperes ja conegudes. Un fenomen semblant es donava durant el segle xviii no pas amb la música, sinó amb els llibrets, que eren represos una vegada i una altra per diversos compositors. És paradigmàtic el cas d'alguns dels llibrets de Metastasio, que van ser utilitzats per desenes de compositors.
Durant el segle xx, les programacions dels teatres es van basar cada vegada més en el repertori antic, especialment del segle xix, i es va deixar cada vegada menys espai a les òperes d'autors contemporanis.